# Eduard

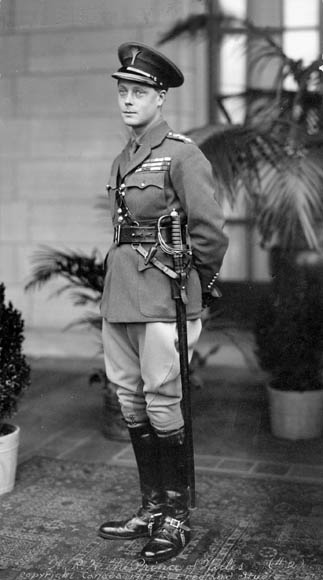
Eduard VIII van het Verenigd Koninkrijk

De jongensvoornaam Eduard is afgeleid van de Oudengelse naam "Ēadweard", die bestaat uit de Angelsaksische stam ed of eád, wat "rijkdom", "erfgoed" of "bezit" betekent, gevoegd aan warda of warden wat "bewaren", "beschermen" of "bewaken" betekent. Eduard is dus de "behoeder van de eigendom" of de "beschermer van het erfgoed".

## Varianten
De volgende namen (o.a.) zijn varianten of afgeleiden van Eduard:
- Ed, Eddy, Eduardus, Edward, Waard, Ward, Ware, Warre

Mannelijke varianten in andere talen zijn:
- Duits: Eduard
- Engels: Edward, Eddie, Ned, Ted, Teddy
- Frans: Édouard
- Italiaans: Eduardo
- Portugees/Spaans: Duarte
- Belgisch-Vlaams: Edward (uitspraak: Ed-war)

## Naamdragers

### Heersers
Koningen van Engeland/Verenigd Koninkrijk
- Eduard de Oudere (871-924), Angelsaksisch koning
- Eduard de Martelaar (ca. 962-978/9), Angelsaksisch koning
- Eduard de Belijder (ca. 1004-1066), Angelsaksisch koning
- Eduard I van Engeland (1239-1307), 'Langbeen'
- Eduard II van Engeland (1284-1327)
- Eduard III van Engeland (1312-1377)
- Eduard IV van Engeland (1442-1483)
- Eduard V van Engeland (1470-1483)
- Eduard VI van Engeland (1537-1553)
- Eduard VII van het Verenigd Koninkrijk (1841-1910), tevens keizer van Brits-Indië
- Eduard VIII van het Verenigd Koninkrijk (1894-1972), tevens keizer van Brits-Indië

Portugal
- Eduard van Portugal (1391-1438), koning van Portugal

### Overige personen
- Ed Franck (1941), Vlaams jeugdauteur
- Ed Koch (1924-2013), Amerikaans burgemeester (van New York)
- Ed Sheeran (1991), Brits singer-songwriter
- Eddie Murphy (1961), Amerikaans filmacteur, stand-upcomedian en zanger
- Eddy Christiani (1918-2016), Nederlands zanger en gitarist
- Eddy Merckx (1945), Belgisch wielrenner
- Eddy Villaraga (1969), Colombiaans voetballer
- Eddy Zoëy (1967), Nederlands radio- en televisiepresentator
- Édouard Manet (1832-1883), Frans impressionistisch schilder
- Eduard Ellman-Eelma (1902-1941)  Estisch voetballer
- Eduard Janssens (1908-1981), Nederlands burgemeester
- Eduardo Lara (1959), Colombiaans voetbalcoach
- Eduardo Pimentel (1961), Colombiaans voetballer
- Eduardo Vilarete (1953), Colombiaans voetballer
- Edward Elgar (1857–1934), Brits componist
- Edward Johnston (1872-1944), Brits kalligraaf
- Ward Leemans (1926-1998), Vlaams socioloog en politicus (CVP)